# Long, Long, Long
Long Long Long (George Harrison) är en låt av The Beatles från 1968.

## Låten och inspelningen
John Lennon medverkar inte på denna låt (men däremot George Martins assistent Chris Thomas på piano) som spelades in 7–9 oktober 1968 och är en religiös fundering från författarens sida. För en lyssnare kan det dock vara något svårt att uppfatta den seriösa texten vid en första lyssning. Ackordsföljden bygger på Bob Dylans "Sad-Eyed Lady of the Lowlands". Låten kom med på LP:n The Beatles, som utgavs i England och USA 22 november respektive 25 november 1968.